# Pott Row
Pott Row – wieś w Anglii, w hrabstwie Norfolk, w dystrykcie King’s Lynn and West Norfolk. Leży 55 km na zachód od Norwich i 147 km na północ od Londynu.